# (296968) Ignatianum
(296968) Ignatianum est un astéroïde de la ceinture principale.

## Description
(296968) Ignatianum est un astéroïde de la ceinture principale. Il fut découvert le 12 mars 2010 à Moletai par Kazimieras Černis et Justas Zdanavičius. Il présente une orbite caractérisée par un demi-grand axe de 2,64 UA, une excentricité de 0,15 et une inclinaison de 5,1° par rapport à l'écliptique.

## Compléments